# Jacek Tylicki
Jacek Tylicki (* 16. Juni 1951 in Zoppot) ist ein multimedialer polnisch-US-amerikanischer Künstler der Konzeptkunst und der Land Art.

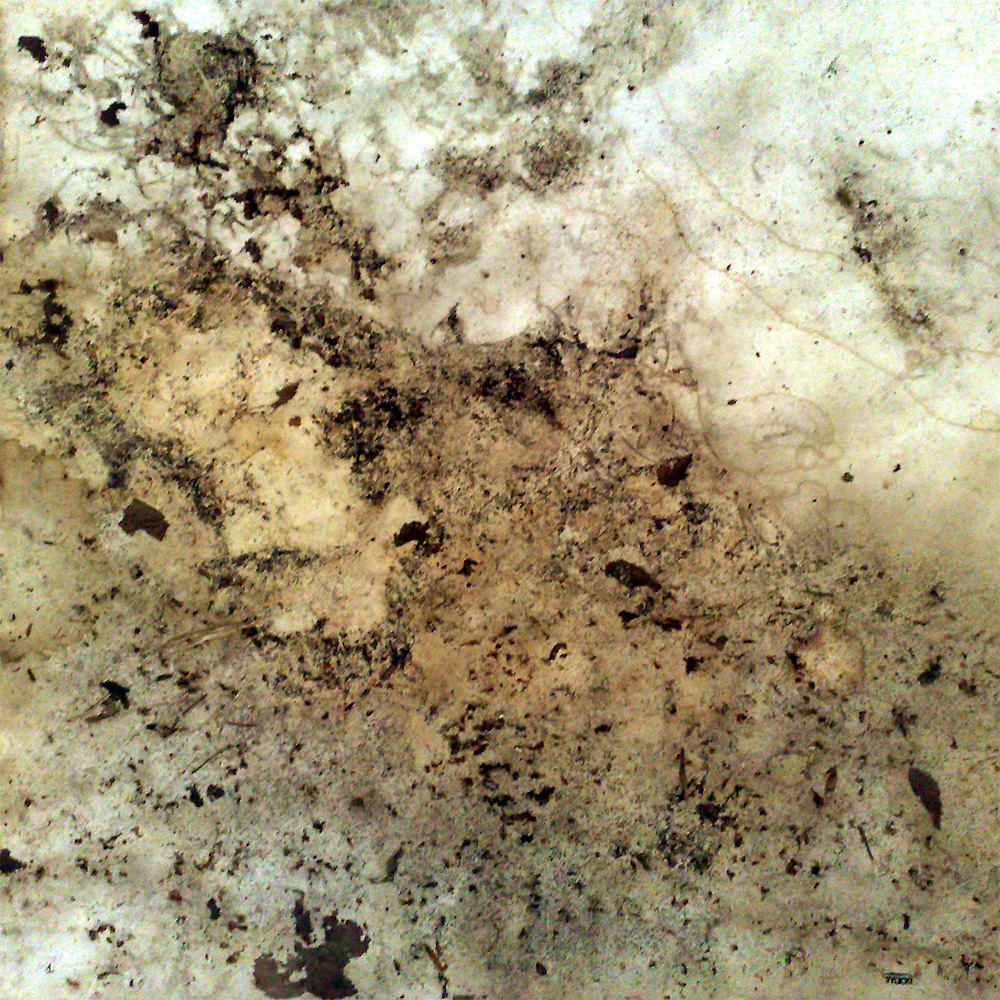
Jacek Tylicki, Natural Art, Nr. 1, (durch die Natur geschaffen). Urwald, Südschweden, 16/07 - 20/07 1973, auf aquarellpapier, 460 × 460 mm

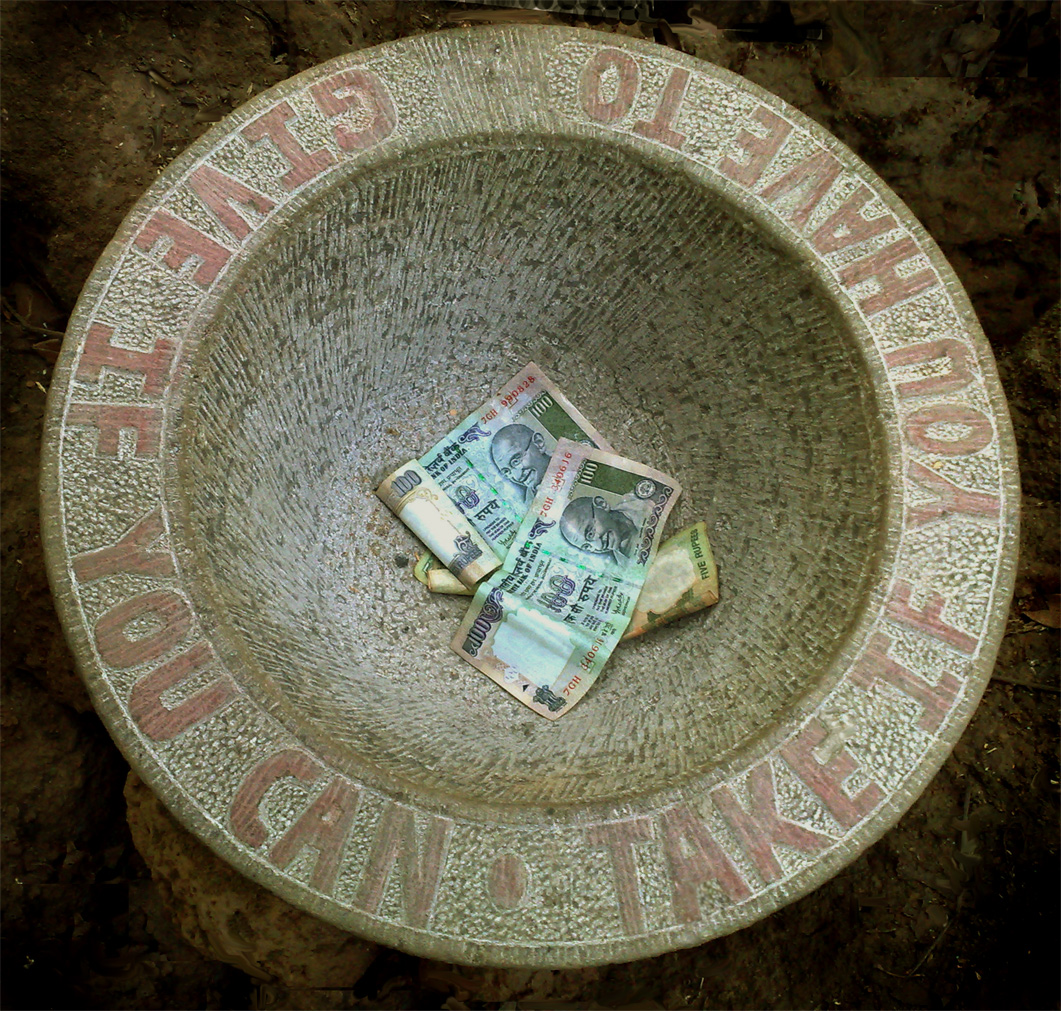
Jacek Tylicki, Skulptur Installation, Dschungel bei Arambol, Indien, 2009

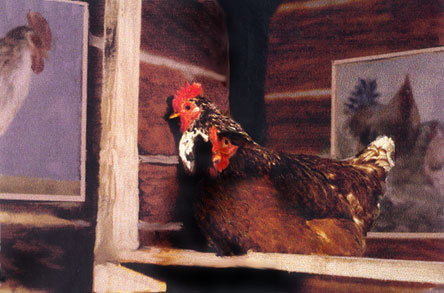
Jacek Tylicki, Installation Chicken Art, Now Gallery, New York, 1987 und SFINKS Zoppot 1993

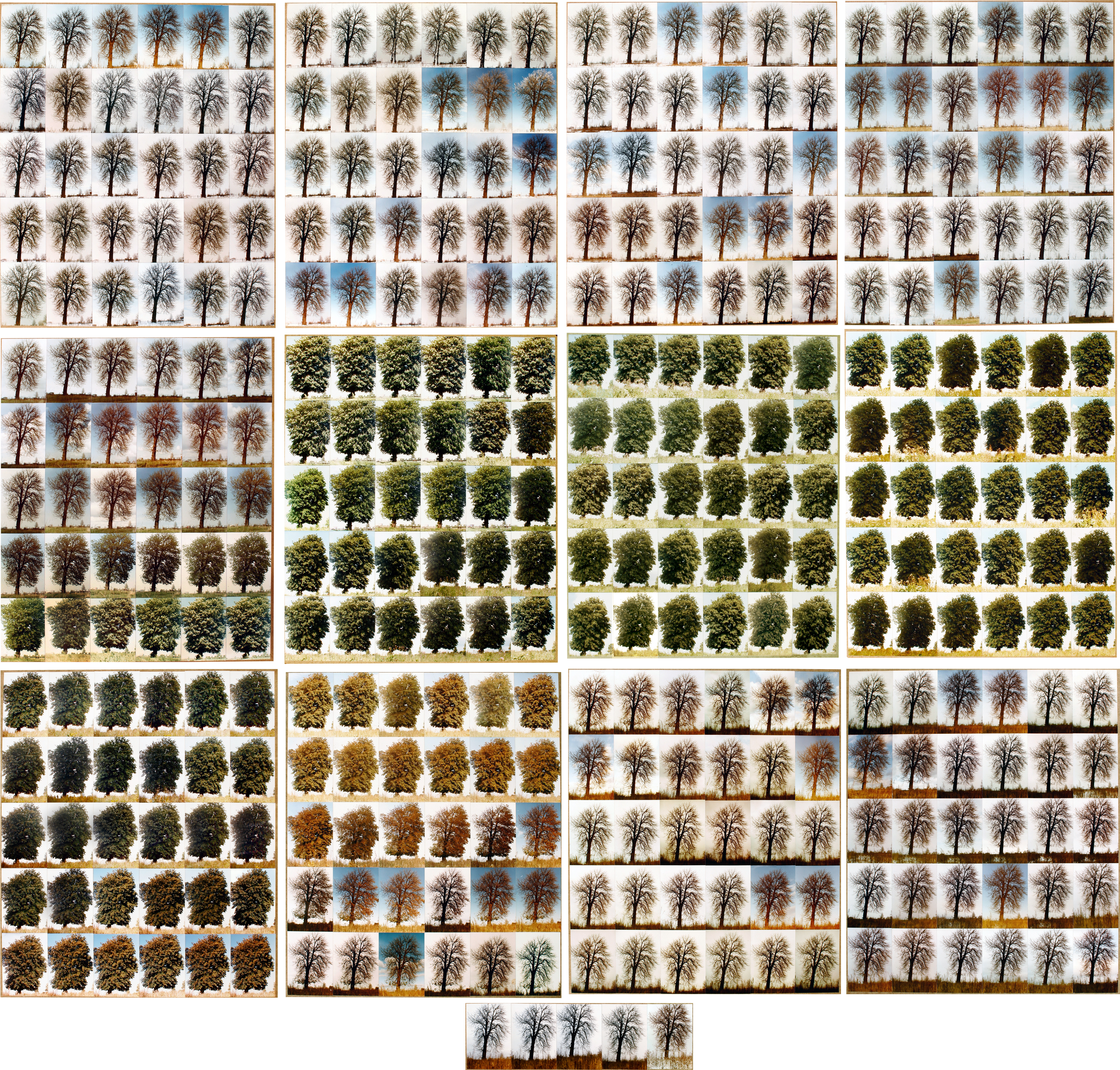
Jacek Tylicki, 365 Tage, Ein Foto eines Baumes pro Tag, Lund, Schweden, 1979

## Werk
In seinen Werken verwendet Tylicki Techniken der Land Art, der Installation, Video und Fotografie und greift oft gesellschaftliche und politische Themen auf.
1973 hat Tylicki die Arbeit an seinem Zyklus unter dem Titel „Natural Art“ angefangen, indem er die Papierbogen oder Leinwände frei vor dem Wind fliegen lassen hat und hat sie dann für einen bestimmten Zeitdauer in einer natürlichen Umwelt liegen lassen. Auf diese Art und Weise har er die Natur dazu gezwungen, dass sie sich an die Einstellung anpasst, die bisher nur einem Künstler vorbehalten war, nämlich einem Gegenstand eine Form zu geben.
1974–1990 hat er sich mit dem Entwurf eines anonymen Künstlers beschäftigt dadurch, dass er das Periodikum „Anonymous Artist“ herausgegeben hat. In dieser Ausgabe wurden die Künstler dazu ermuntert, seine Werke zu veröffentlichen, ohne ihre Namen bekanntzugeben.
1985 hat er die Installation „Chicken Art“ geschaffen. Die New Yorker Galerie wurde hier in einen Hühnerstall umgewandelt, in dem lebendige Hühner die an den Wänden hängenden, realistisch andere Hühner, Hähne oder Küken darstellenden Bilder betrachten. Anlässlich dieser Installation gab Tylicki die Losung aus, dass „Für eine Huhn ist eine andere Huhn die Schönste“. Eine weitere Ausstellung war „Free Art“ (New York 1987), für die die eingeladenen New Yorker Künstler ihre Werke umsonst zur Verfügung stellten.
Die Fotografie spielt im Schaffen von Tylicki eine entscheidende Rolle. Sie dient als Ausdruck ihrer Kurzlebigkeit und Vergehen.

## Ausstellungen
- Galeriet, Lund, Schweden 1976
- Galerie Porten, Lund, 1976 (individuale)
- Galerie Brass, Malmö, Schweden 1977
- BTJ Gallery, Lund, 1979 (individuale)
- EXEN, Kopenhagen, Dänemark 1979
- Nordisches Experimentelles Art Festival, Island 1979
- Gallery 38, Kopenhagen, 1979 (individuale)
- Galeria Sien Gdanska, Danzig, 1979 (individuale)
- Galerie S:t Petri, Lund, 1979 (individuale)
- Galeria Akkumulatoren 2, Posen, 1979 (individuale)
- Experimentelle Umwelt II, Living Art Museum, Island 1980
- Galerie Kanal 2, Kopenhagen, 1980 (individuale)
- Galeria BWA, Zoppot, 1980
- Galerie Sudurgata 7, Reykjavík, 1980 (individuale)
- New Avantgarde, BWA, Zoppot, Polen 1981
- ARTEDER International, Bilbao, Spanien 1982
- Club 57, New York City, 1982 (individuale)
- Now Gallery, New York, USA 1984
- Avenue B Gallery, New York, USA 1984
- 8BC Gallery, New York, USA 1985
- Now Gallery, „Chicken Art“, New York City, 1985 (individuale)
- Nite Gallery, New York, USA 1985
- Fusion Gallery, New York, USA 1986
- Fashion Moda Gallery, „Attack“, New York City, 1986 (individuale)
- Artifacts Gallery, Miami, USA 1986
- No-Se-No Gallery, New York, USA 1986
- Sculpture Garden, New York, USA, 1986
- Binghamton University Gallery, NY State, USA, 1987
- Now Gallery „Free Art“, New York City, 1987 (individuale)
- Fashion Moda Gallery, New York, USA, 1986
- Limelight, New York, USA 1988
- Foundation SFINKS, Zoppot Polen 1993
- Akademie Der Kunste, Berlin, Germany 1994
- U Gallery, New York City, 1995 (individuale)
- SFINKS, Zoppot, Polen, 2002
- Land Art Festiwal, Toruń, Polen (welcome to my park in your park), 2011
- Brooklyn Art Library, "Natural art Book", 2012
- Galeria Zachęta, Warschau, Polen, 2012
- Dublin Biennial, Ireland, 2012
- MOCAK - Museum of Contemporary Art, Krakau, Polen, 2013
- Bonhams Kunstauktionshaus, London, 2014
- Phillips de Pury & Company, London, 2014